# Der Untergang Japans
Der Untergang Japans (jap. 日本沈没, Nippon Chinbotsu), alternativ: Panik über Tokio, ist ein japanischer Katastrophenfilm aus dem Jahre 1973. Das Drehbuch des Films basiert auf dem Roman Japan sinkt (Nippon Chimbotsu) von Sakyō Komatsu. In Deutschland erschien der Film erstmals am 7. November 1974 in den Kinos.

## Handlung
Japan wird von Vulkanausbrüchen und Erdbeben erschüttert, Städte und Dörfer durch Feuerstürme zerstört. Vor der Küste versinkt eine Insel im Meer. Dem Geophysiker Dr. Tadokoro wird klar, dass die japanische Platte absinkt und Japan damit im Meer versinken wird. Ein Forschungs-U-Boot unter Kapitän Toshio Onodera taucht in den Meeresgraben vor Japan und entdeckt starke tektonische Aktivitäten. Sowohl die japanische als auch die US-Regierung beschäftigen sich mit dem Problem, Japan zu retten oder die Bevölkerung in Nachbarstaaten zu evakuieren.
Toshio und seine Frau Reiko Abe entspannen sich am Strand bei Kumamoto. Als der nah gelegene Vulkan Aso ausbricht, müssen beide fliehen. In Numazu trifft Toshio wieder auf Dr. Tadokoro. Sie treffen sich mit den amerikanischen Geologen Brody, Furren und Hill. Es kommt zu einem schweren Erdbeben, das die Stadt nahezu vollständig zerstört. Die Rettungsarbeiten werden durch ein Nachbeben unterbrochen, das die Anzahl der Toten stark ansteigen lässt. Toshio versucht mit einer Gruppe japanischer Geologen unter Mithilfe amerikanischen Militärs zu helfen. Es haben sich jedoch Banden gebildet. Eine davon greift Toshiros Gruppe an.
Obwohl Toshio und die Soldaten schon bald die Ordnung wiederhergestellt haben, will der Bandenführer Yusuke Yuki nicht aufgeben und bedroht Toshio mit einem Gewehr. Er droht, Toshios Familie zu töten, wenn dieser nicht mit den Rettungsarbeiten aufhöre. Sergeant Thompson und der Soldat Hilton kommen Toshio zu Hilfe. Dennoch kann Yuki Brody erschießen, bevor er selber von Hilton getötet wird.
Mit einem Hubschrauber eilt Toshio nach Osaka. Dort bespricht er mit dem Premierminister Yamamoto die Folgen des Numazu-Bebens. Zur gleichen Zeit wird Sendai durch einen schrecklichen Tsunami zerstört. Toshio, der den Premierminister auch über diese Katastrophe unterrichtet, erfährt von Geologenberichten, die besagen, dass die japanischen Inseln schneller im Meer versinken werden als zunächst angenommen. Während Toshio das Land verlassen will, nehmen die Katastrophenmeldungen immer mehr zu. Osaka fällt einem weiteren Tsunami zum Opfer. Der Fujisan bricht aus und zerstört die Gegend.
Einige Wochen später bespricht sich Toshio, der doch in Japan geblieben ist, mit einigen japanischen Wissenschaftlern in Kumamoto. Wieder bricht der Aso aus. Toshio befürchtet, dass seine Frau unter den Todesopfern ist. Toshiro schließt sich dem Flüchtlingsstrom an. Nun soll Toshio eine Schiffsflotte mit Flüchtlingen per Helikopter ins südkoreanische Busan führen. Die Schiffe werden jedoch von einer Flutwelle erfasst und sinken mit allen Flüchtlingen.
Toshio erfährt, dass seine Frau doch nicht tot ist. Ein weiterer Tsunami zerstört Hakodate. Nach einem Todesfall in seiner Familie beschließt auch der Premierminister, das Land zu verlassen. Er will, dass auch der Wissenschaftler Tadokoro mitkommt. Doch der weigert sich. Er fühlt sich für die überlebenden Japaner verantwortlich und will ihnen helfen, wo er nur kann. Der Premierminister fliegt in die chinesische Hauptstadt Peking. Die letzte Kameraeinstellung zeigt, wie die japanischen Inseln im Meer versinken.

## Kritiken
Das Lexikon des internationalen Films beschreibt die Produktion als „utopischer Katastrophenfilm mit mäßiger Trickkunst und vielen heroischen Sprüchen.“
Roger Ebert von der Chicago Sun-Times bezeichnet den Film als „elenden Fehler, ein schwacher Versuch untaugliche Spezialeffekte und Lorne Greene zusammenzubringen.“

## Hintergrund
2006 drehte Shinji Higuchi ein Remake mit dem Titel Sinking of Japan (日本沈没, Nihon Chimbotsu).
Der Film wurde in Japan ein Erfolg und zog sogar eine TV-Serie nach sich. Für die US-Veröffentlichung sicherte sich Roger Corman die Rechte an dem Film. Allerdings ließ er über eine Stunde von den ursprünglichen 143 Minuten herausschneiden und dafür amerikanische Szenen nachdrehen, die dann in den USA (dort auch unter dem Titel Tidal Waves) und in Europa veröffentlicht wurden. Die hinzugefügten Szenen wurden von Andrew Meyer inszeniert, sein Kameramann dabei war Eric Saarinen.